# 天主教聖地亞哥德瑪麗亞教區
天主教聖地亞哥德瑪麗亞教區（拉丁語：Dioecesis Sancti Iacobi de Maria）是薩爾瓦多一個羅馬天主教教區，屬聖薩爾瓦多總教區。
教區成立於1954年12月2日，包括烏蘇盧坦省全省和聖米格爾省北部。2004年有教友400,000人（佔轄區總人口80.0%）、卅八個堂區、五十七名司鐸。現任教區主教為羅德里戈·奧蘭多·卡布雷拉·庫拉爾。